# WinRAR
WinRAR è un programma shareware di compressione ed archiviazione di dati creato da Evgenij Lazarevič Rošal. È una delle poche applicazioni in grado di creare e modificare gli archivi RAR (file con l'estensione .rar), che sono codificati con un algoritmo di compressione proprietario. Oltre a queste funzioni include anche la funzione di riparazione, backup avanzato e conversione degli archivi, crittografia cifrata e compatibilità su ogni sistema operativo. È in grado di integrarsi con software antivirus, ed è disponibile in 42 lingue.
Per Android, il 18 settembre 2016 è stata distribuita la versione 5.50, mentre non è ancora disponibile una versione per iOS. A febbraio 2019, la Check Point ha individuato una grave falla nel processo di scompattazione intrinseca degli archivi in formato ace, che metteva a rischio 500 milioni di utenti. La vulnerabilità è stata risolta con la beta 1 di WinRAR 5.70.
Il 19 giugno 2019 il sito winrar.it (distributore non ufficiale italiano) è stato vittima di un attacco hacker esponendo a rischio virus e malware tutti coloro che hanno scaricato in tale giornata il file di installazione del programma. Nel dettaglio il virus che ha colpito il sito è un virus classificato come "ransomware". Nella tarda serata il sito è stato oscurato per tornare online dopo poche ore; nonostante la gravità dell'attacco per gli utenti ignari, nessuna comunicazione ufficiale è stata riportata sul sito.

## Caratteristiche
- Supporto completo per archivi RAR e ZIP, può inoltre decomprimere archivi CAB, Arj, LZH, TAR, GZ, UUE, BZ2, JAR, ISO, 7Z, Z.
- Archiviazione opzionale cifrata con l'algoritmo AES (Advanced Encryption Standard) con chiave a 128 bit; nella versione 5 con il nuovo RAR5 è implementata la chiave a 256 bit.
- Può gestire file ed archivi fino ad una dimensione massima di 8,589 miliardi di gigabyte[3]. Il numero di file in un singolo archivio è illimitato.
- Può creare archivi auto-estraenti e/o divisi in diverse parti (volumi).
- Utilizza funzioni di recovery dei dati che permettono la ricostruzione di archivi danneggiati.
- Supporta le opzioni avanzate del file system NTFS e i nomi dei file in Unicode.
- Supporta l'esecuzione multithreading.
- Può essere utilizzato gratuitamente per 40 giorni, dopodiché ad ogni avvio del programma compare un avviso che invita ad acquistarlo.
- Dopo la registrazione del programma sono previsti aggiornamenti gratuiti illimitati.

## Localizzazioni
WinRAR è disponibile in
arabo, 
armeno, 
azero, 
basco, 
bulgaro, 
catalano, 
ceco, 
cinese, 
coreano, 
croato, 
danese, 
ebraico, 
finlandese, 
francese, 
galiziano, 
giapponese, 
greco, 
indonesiano, 
inglese, 
italiano, 
lituano, 
mongolo, 
norvegese, 
olandese, 
polacco, 
portoghese, 
romeno, 
russo, 
serbo, 
slovacco, 
sloveno, 
spagnolo, 
svedese, 
tedesco, 
thailandese, 
turco, 
ucraino, 
vietnamita.